# ویلیام اشر
ویلیام اشر (انگلیسی: William Asher؛ ۸ اوت ۱۹۲۱ – ۱۶ ژوئیهٔ ۲۰۱۲) فیلم‌نامه‌نویس، و کارگردان اهل ایالات متحده آمریکا بود.